# Questo mio folle cuore
Questo mio folle cuore (My Foolish Heart) è un film del 1949 diretto da Mark Robson e tratto dal racconto Lo zio Wiggily nel Connecticut di J.D. Salinger.

## Trama
Alla vista di uno dei suoi vecchi vestiti, una donna giovane ma infelice, che sta per divorziare, ricorda il suo primo amore. La storia viene poi raccontata in flashback.
Nel 1939 a New York, la studentessa Eloise Winters incontra Walt Dreiser a una festa studentesca. Pochi giorni dopo, Walt le chiede di uscire con lui. Per lui è solo un'occasione per divertirsi. Quando Eloise se ne rende conto, gli fa capire che sta cercando una relazione permanente. Walt continua a inseguirla e alla fine entrambi finiscono per innamorarsi.
Scoppia la seconda guerra mondiale e Walt si arruola nell'esercito americano. Prima di andare all'estero, chiede a Eloise di passare una notte con lui. Dapprima esitante, alla fine accetta la proposta. Rendendosi conto di essere incinta, decide di nascondere la sua condizione a Walt perché vuole che lui la sposi solo per amore e non per legittimare il bambino.

## Curiosità
Si tratta della prima ed unica ufficiale trasposizione cinematografica di Salinger; il famoso scrittore detestava il film tanto di aver proibito altri adattamenti del suo lavoro. Per il ruolo della protagonista era stata designata il 16 agosto 1948 Teresa Wright, poi rimpiazzata da Susan Hayward che si aggiudicò con la sua interpretazione una candidatura al Premio Oscar.